# يوشياكي مارويوما
يوشياكي مارويوما (باليابانية: 丸山 良明) (12 أكتوبر 1974 في ماتشيدا في اليابان – )؛ هو لاعب كرة قدم ياباني سابق كان يلعب كمدافع.

## وصلات خارجية
- يوشياكي مارويوما على موقع رابطة كرة القدم اليابانية للمحترفين (اليابانية)
- يوشياكي مارويوما على موقع قاعدة بيانات كرة القدم.إي يو (الإنجليزية)
- يوشياكي مارويوما على موقع Soccerway.com (الإنجليزية)
- يوشياكي مارويوما على موقع عالم كرة القدم.نت (الإنجليزية)